# Papa Bonifácio VIII
Papa Bonifácio VIII (Anagni, c. 1230 – Roma, 11 de outubro de 1303) foi Papa da Igreja Católica de 1294 até a data da sua morte.
Nasceu com o nome Benedetto Gaetani. Atualmente, Bonifácio VIII é provavelmente lembrado por seus conflitos com Dante Alighieri, que o retratou no inferno em sua Divina Comédia, e a publicação da bula Unam Sanctam na disputa contra o rei Filipe IV de França.

## Biografia

### Vida inicial e eleição para o papado
Benedetto nasceu em 1235 em Anagni, a cerca de 50 km a sudeste de Roma, filho mais novo de uma pequena mas importante família nobre de Lombardia, os Caetani (ou Gaetani) que já antes tinha dado um papa (Gelásio II).
Depois, na sua adolescência, tornou-se cónego da catedral de Anagni.
Em 1252, quando seu tio Pedro Gaetani se tornou bispo de Todi, na Umbria, começou em Todi os seus estudos jurídicos. Benedetto nunca esqueceu suas experiências lá, tanto que, mais tarde, descreveu a cidade como "a morada de sua juventude," a cidade que o "alimentou ainda em tenra idade", e como um lugar onde ele "realizou duradouras memórias".
Ainda aí, em 1260, Benedetto adquiriu o sacerdócio, bem como o pequeno castelo nas proximidades em Sismano. Mais tarde na vida ele repetidamente expressou sua gratidão a Anagni, Todi, e sua família.
Em 1264, Benedetto se tornou parte da Cúria Romana, onde atuou como secretário do cardeal Simão de Brie em uma missão na França. Da mesma forma, ele acompanhou o cardeal Ottobono Fieschi à Inglaterra (1265–1268), a fim de fazer um acordo entre um grupo de barões rebeldes contra Henrique III, rei da Inglaterra.
Após oito anos, período do qual nada se sabe sobre o que ocorreu em sua vida, Benedetto retornou da Inglaterra, e foi enviado à França para fiscalizar a cobrança de dízimos em 1276 e depois se tornou um notário papal no final de 1270.
Durante este tempo, Benedetto acumulou cargos, sendo promovido, em primeiro lugar a cardeal-diácono em 1281 e, em seguida, 10 anos mais tarde Cardeal-presbítero. Como cardeal, ele sempre serviu como legado papal em negociações diplomáticas com a França, Nápoles, Sicília e Aragão.

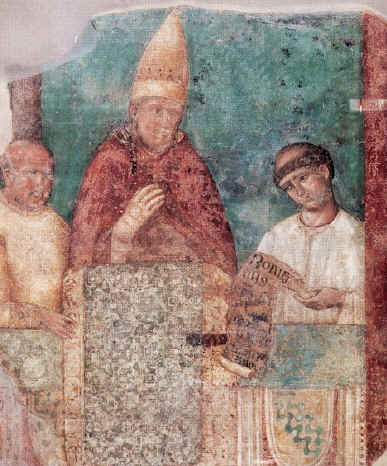
Bonifácio VIII no jubileu de 1300 concedendo uma indulgência extraordinária. Afresco de Giotto di Bondone; Basílica de São João de Latrão.

Foi eleito Papa em 24 de dezembro de 1294, após a abdicação do Papa Celestino V em 13 de dezembro.
Há muita especulação em relação à possível participação de Bonifácio VIII no convencimento ou obrigação sobre Celestino V para que este renunciasse ao papado, em seu favor. No entanto, na atualidade, é um consenso mais comum que Celestino V renunciou por seus próprios desejos e Benedetto apenas mostrou que era permitido pela lei da Igreja. Declarando a legalidade de uma resignação papal e da sua aceitação pelo Colégio dos Cardeais. Dez dias depois os cardeais iniciaram um conclave no Castel Nuovo em Nápoles e em 24 de dezembro de 1294, por uma maioria de votos Benedetto Gaetani é eleito papa, escolhendo o nome de Bonifácio VIII.
A cerimônia de sua consagração e coroação foi realizada em Roma, em 23 de janeiro de 1295. Imediatamente ordenou a prisão de seu antecessor no Castelo de Fumone em Ferentino, onde morreu com 81 anos, com a presença de dois monges da sua ordem.
Em 1300 Bonifácio VIII institui o primeiro jubileu cristão por meio da bula Antiquorum fide relatio, que concedeu uma indulgência extraordinária e plenária aos fiéis que fizessem uma peregrinação a Roma, ao túmulo de São Pedro. Devido ao jubileu, Bonifácio restaurou as igrejas de Roma, particularmente as Basílicas de São Pedro, a Basílica de São João de Latrão, e a Basílica de Santa Maria Maior. A partir de então os jubileus e a anunciação de uma indulgência extraordinária foram comemorados com uma periodicidade de 50 anos.

### Conflitos com Filipe IV de França
Bonifácio VIII defendeu algumas das mais fortes afirmações da supremacia espiritual dos papas sobre o temporal dos reis e dos senhores feudais, vinculando-se em grande parte aos ideais da Reforma gregoriana que tinha sido delineada 250 anos antes, demonstrando-a na sua política externa.
O conflito entre Bonifácio VIII e os reis europeus ocorreu em um momento de expansão dos Estados-nação e o desejo de consolidação do poder pelos monarcas. A intervenção de Bonifácio nos assuntos temporais levou a muitas disputas com o imperador Alberto I da Germânia (1291–1298), com a poderosa família dos Colonna, com Filipe IV de França (1285–1314) e estranhamente com Dante Alighieri (que escreveu De Monarchia para argumentar contra ele).

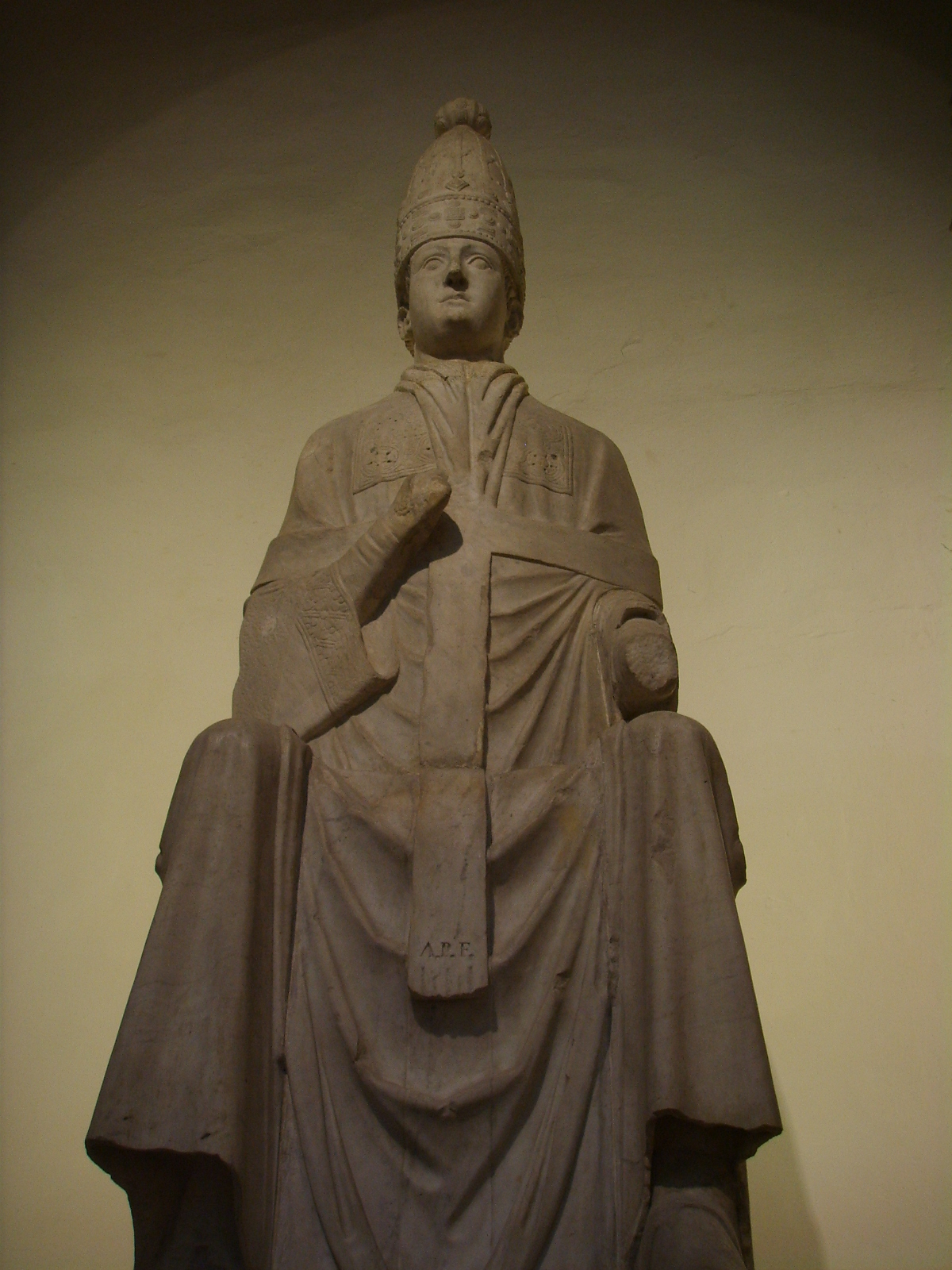
Estátua de Bonifácio VIII no Museu da Ópera de Duomo em Florença

Na França, durante seu reinado, Filipe IV centralizou em si todo o poder, que era possível a um rei, e cercando-se dos melhores advogados civis, expulsou o clero de toda a participação na administração da lei. Fez mais, pois decretou impostos ao mesmo clero, a fim de financiar as suas guerras contra outros países. Nessa altura o papa Bonifácio tomou uma posição dura contra ele porque, entre outras coisas, viu a tributação como um abuso aos tradicionais direitos da Igreja e publicou a bula Clericis laicos, em 24 de Fevereiro de 1296, na qual a proíbe sem prévio acordo com a Santa Sé. Foi aí que as hostilidades entre ambos começaram. Filipe retaliou contra a bula, negando a exportação de dinheiro da França para a Roma, que tratava-se dos fundos necessários para o funcionamento da Igreja. Bonifácio então encerra a questão com a bula Etsi de statu, de 31 de julho de 1297, permitindo que a tributação seja feita somente "durante uma emergência".
Depois de complicações que envolvem a captura, por Filipe, do bispo Bernardo Saisset, defensor do papa, o conflito reacendeu-se. Em dezembro de 1301, Bonifácio enviou a Filipe a bula Ausculta fili ("Ouça, Meu Filho"), defendendo a supremacia papal. Muitos historiadores sugerem que, em 1301, nessa altura, Bonifácio acrescenta uma segunda coroa para si, na tiara papal, para simbolizar a superioridade da autoridade espiritual em relação à autoridade civil. A rivalidade entre os dois atingiu o seu auge logo depois, quando Filipe começou a lançar uma forte campanha difamatória contra Bonifácio. Em 18 de Novembro de 1302, Bonifácio emitiu uma das bulas mais importantes da história do papado: Unam Sanctam, onde ele declara a superioridade do poder espiritual sobre o temporal, no entanto, o documento possuiu pouca repercussão e não foi aceito pelo corpo de fé.
Em resposta, Guillaume de Nogaret, ministro-chefe de Filipe, acusou Bonifácio de ser um "criminoso herético" para o clero francês. Em 1303, Filipe e Nogaret foram excomungados. No entanto, em 7 de setembro de 1303, um exército liderado por Nogaret e Sciarra Colonna da família Colonna, surpreenderam Bonifácio em seu retiro em Anagni. O Rei e os Colonna exigiram que ele renunciasse, Bonifácio porém, respondeu que preferiria morrer. Reza a lenda que, em resposta, nessa altura um membro da família Colonna deu uma sapatada (tapa) em Bonifácio, que ainda é lembrado no folclore local de Anagni. Bonifácio foi espancado e quase executado, mas foi libertado da prisão após três dias por intervenção dos habitantes locais.

### Morte e legado

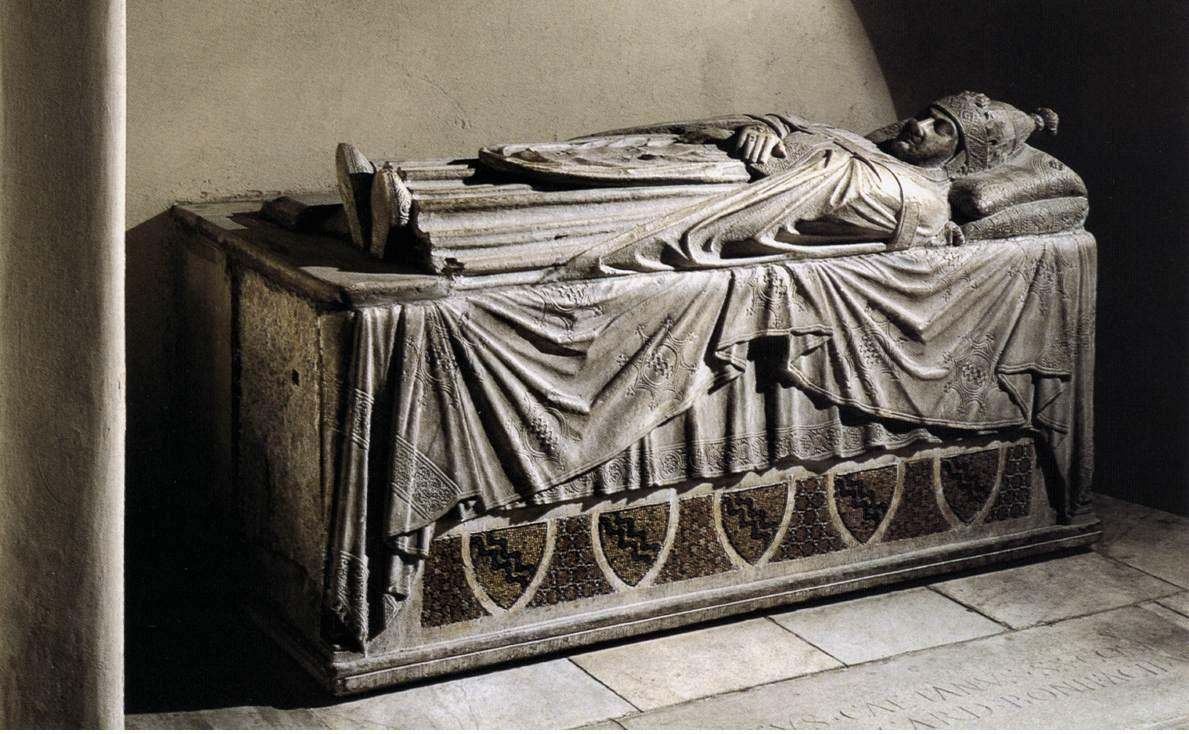
Tumba de Bonifácio VIII, Grutas Vaticanas.

Bonifácio faleceu em 11 de outubro de 1303.
Seu legado é significativo no campo do Direito Canônico, onde Bonifácio VIII continua a ter grande influência.
Publicou 88 cânones jurídicos conhecido como o "Regulae iuris", em 1298. Esta obra é bem conhecida e compreendida pelos canonistas até à atualidade, a fim de interpretar e analisar os cânones e outras formas de leis eclesiásticas corretamente.
O "Regulae Iuris" aparece no final da chamada Liber Sextus, promulgada por Bonifácio VIII e publicado como um dos cinco Decretais no Corpus Iuris Canonici. Outros sistemas de direito também têm os seus próprios "Regulae Iuris", com o mesmo nome ou algo que possui uma função semelhante.
Bonifácio VIII também fundou a Universidade La Sapienza de Roma em 1303.

### Julgamento póstumo e falsas acusações
Após a sua morte e a sede do papado ser removida para Avinhão, em França, o Papa Clemente V consentiu um julgamento post mortem movida, em 1309, contra o seu antecessor.
Este foi organizado por um consistório eclesiástico em Groseau, perto de Avinhão, que realizou investigações preliminares em agosto e setembro de 1310. Esse foi acompanhado por processo de investigação judicial, contra a memória de Bonifácio, em que o rei Filipe forjou as acusações retratadas por falsas testemunhas que alegaram opiniões heréticas do ex-papa. Nelas incluía o crime de simonia que, aliás, como aconteceu no processo contra os templários, era o padrão de difamação de Filipe contra seus inimigos.
Antes do julgamento real poder ser realizado, Clemente convenceu Filipe a deixar a questão da culpa de Bonifácio para o Concílio de Vienne, que se reuniu em 1311. Quando o concílio se reuniu, três cardeais compareceram perante ele e testemunharam a ortodoxia e moralidade do papa morto e o concílio decretou que o assunto estava encerrado.

## Brasão

Brasão pontifício de Bonifácio VIII

- Descrição: Escudo eclesiástico: De jalde com duas bandas ondadas de blau. O escudo está assente em tarja branca. O conjunto pousado sobre duas chaves decussadas, a primeira de jalde e a segunda de argente, atadas por um cordão de goles, com seus pingentes. Timbre: a tiara papal de argente com duas coroas de jalde. Quando são postos suportes, estes são dois anjos de carnação, sustentando cada um, na mão livre, uma cruz trevolada tripla, de jalde.

- Interpretação: O escudo obedece às regras heráldicas para os eclesiásticos. O campo de jalde (ouro) representa o firmamento celeste e ainda o manto de Nossa Senhora, sendo que este esmalte significa: justiça, serenidade, fortaleza, boa fama e nobreza. As bandas de blau (azul) simboliza: nobreza, autoridade, premência, generosidade, ardor e descortino. Os elementos externos do brasão expressam a jurisdição suprema do papa. As duas chaves "decussadas", uma de jalde (ouro) e a outra de argente (prata) são símbolos do poder espiritual e do poder temporal. E são uma referência do poder máximo do Sucessor de Pedro, relatado no Evangelho de São Mateus, que narra que Nosso Senhor Jesus Cristo disse a Pedro: "Dar-te-ei as chaves do reino dos céus, e tudo o que ligares na terra será ligado no céu, e tudo o que desligares na terra, será desligado no céu" (Mt 16, 19). Por conseguinte, as chaves são o símbolo típico do poder dado por Cristo a São Pedro e aos seus sucessores. Foi este papa que, em 1301, acrescentou à tiara papal sua segunda coroa que representa a Ordem (o poder espiritual), uma vez que a primeira coroa já representava a Jurisdição (o poder régio ou temporal).

## Retratações na cultura
- Em seu Inferno, Dante retrata Bonifácio VIII, como sendo punido por simonia, apesar de Bonifácio ainda estar vivo na data da história fictícia do poema. O destino eventual de Bonifácio é revelado a Dante pelo Papa Nicolau III, a quem ele conhece. O destino final de Bonifácio é confirmado por Beatrice quando Dante visita o Paraíso.
- O grande matemático e astrónomo Johannes Campanus serviu como médico pessoal de Bonifácio VIII.
- No Decamerão de Boccaccio, Bonifácio VIII é satiricamente retratado.
- Bonifácio foi um patrono de Giotto di Bondone.
- Bonifácio é o Papa na série de TV Knightfall sobre os cavaleiros Templários.